# Katie Swan
Katie Swan (født 24. marts 1999 i Bristol, England, Storbritannien) er en professionel tennisspiller fra Storbritannien.